# Maubert – Mutualité (Paris metro)
Maubert – Mutualité är en tunnelbanestation i Paris metro för linje 10 i 5:e arrondissementet. Stationen öppnades 1930 och är belägen under Boulevard Saint-Germain. Namnet Maubert syftar antingen på en viss Aubert, andre abbot för klostret Sainte-Geneviève, eller på Albertus Magnus. Namnet Mutualité åsyftar det närbelägna konferenscentret Maison de la Mutualité.

## Stationens utseende
| Sidoperrong |                       |
|             | ← Cluny – La Sorbonne |
|             | Cardinal Lemoine →    |
| Sidoperrong |                       |

## Omgivningar
- Saint-Nicolas-du-Chardonnet
- Saint-Séverin
- Collège de France
- Sorbonne
- Square Auguste-Mariette-Pacha
- Square Paul-Painlevé

## Bilder
| - Tunnelbanestationen Maubert – Mutualité. - Maison de la Mutualité. - Collège de France. - Saint-Nicolas-du-Chardonnet. - Saint-Séverin. |